# نمر آمور
نمر آمور أو نمر الشمال (باللاتينية: Panthera pardus orientalis) من اسم نهر آمور، أحد 8 تحت نوع النمور وأكثرها تهددًا بالانقراض. حيث يصنف من قبل IUCN كنوع مهدد بالانقراض بدرجة قصوى منذ عام 2007 حيث كانت أعداده تقدر في ذلك الوقت بين 19-27 نمرًا. أما الآن وبناءًا على بيانات نُشرت في فبراير 2015 تفيد إلى إن عدد نمور آمور في روسيا تقدر ب57 وحوالي 12 في الصين يعيش نمر آمور في مقاطعة بيريموري في أقصى شرق روسيا بالإضافة إلى محافظة جيلين في شمال شرق الصين يعرف نمر آمور كذلك بالنمر الشرقي

## السلوك

### الحياة الاجتماعية

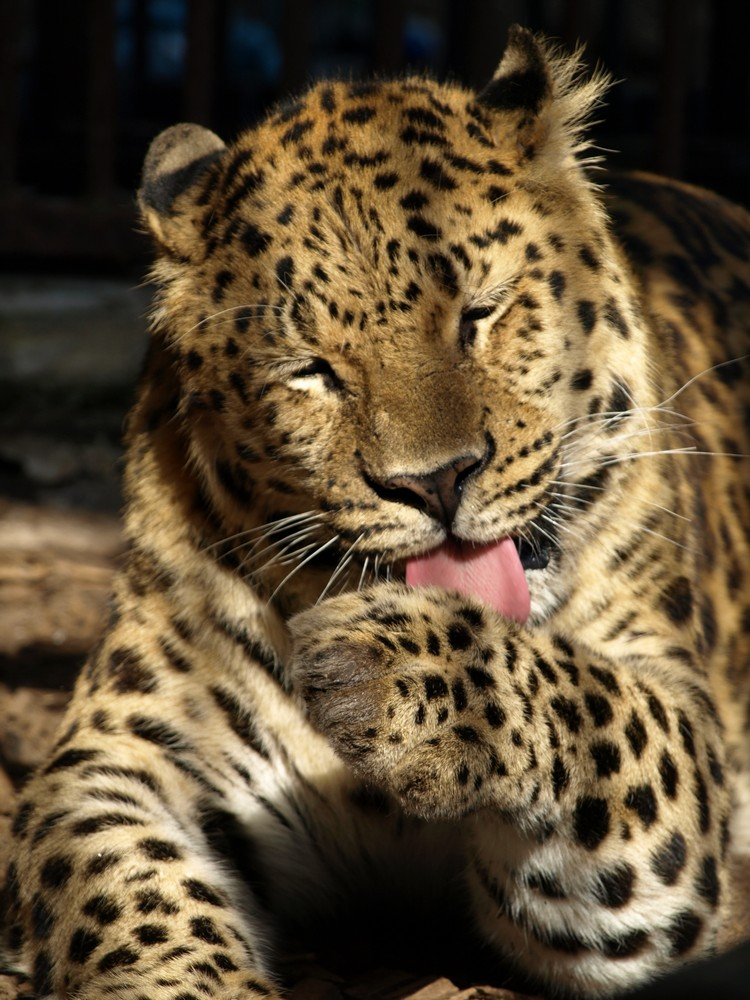
نمر آمور يعيش وحده

يسكن نفس المنطقة لعدة سنوات ويستعمل نفس الطريق ويتحرك ببطئ خلال بحثه عن الفرائس. كثيرًا ما يستعمل الطرق والمسارات الترابية المحدثة من طرف البشر، لكنه يخاف من الناس، فلا يهاجمهم ويَختفي عادة لتفادي مواجهات معهم، كما انه لا يتحمل الحضور الدائم للبشر وبالتالي يرحل أينما استقروا.
تعيش نمور آمور عادة وحدها. وعلى شكل أزواج خلال فترة الحرارة، بعد الولادة تعيش الأم في أسرة مع صغارها، كما أن مناطق نفس الجنس لا تتداخل، لكن عادة تتداخل منطقة ذكر مع عدة إناث. فمجال الأراضي المحتلة من قبل الإناث تعادل 60-100 كم ²، أما الذكور فتكبرها بـ 4-6 مرات.

### الغذاء والصيد
نمر آمور في الغالب مفترس ليلي، يخرج للصيد ساعات قليلة قبل الغروب ويصطاد في النصف الأول من الليل

## التهديدات
ما يهدد حيوان نمر آمور هو تغيير الطقس والمواسم خلال السنة وضعف قدرته على البقاء في منطقته التي تكثر بها الذئاب والدببة وزحف انتشار البشر بشكل عام في كوريا الشمالية تم قتل نمر آمور ولم يبقى نمر واحد في كوريا الشمالية وفي روسيا البرد غير ملائم لحياة نمر آمور.

## معرض صور

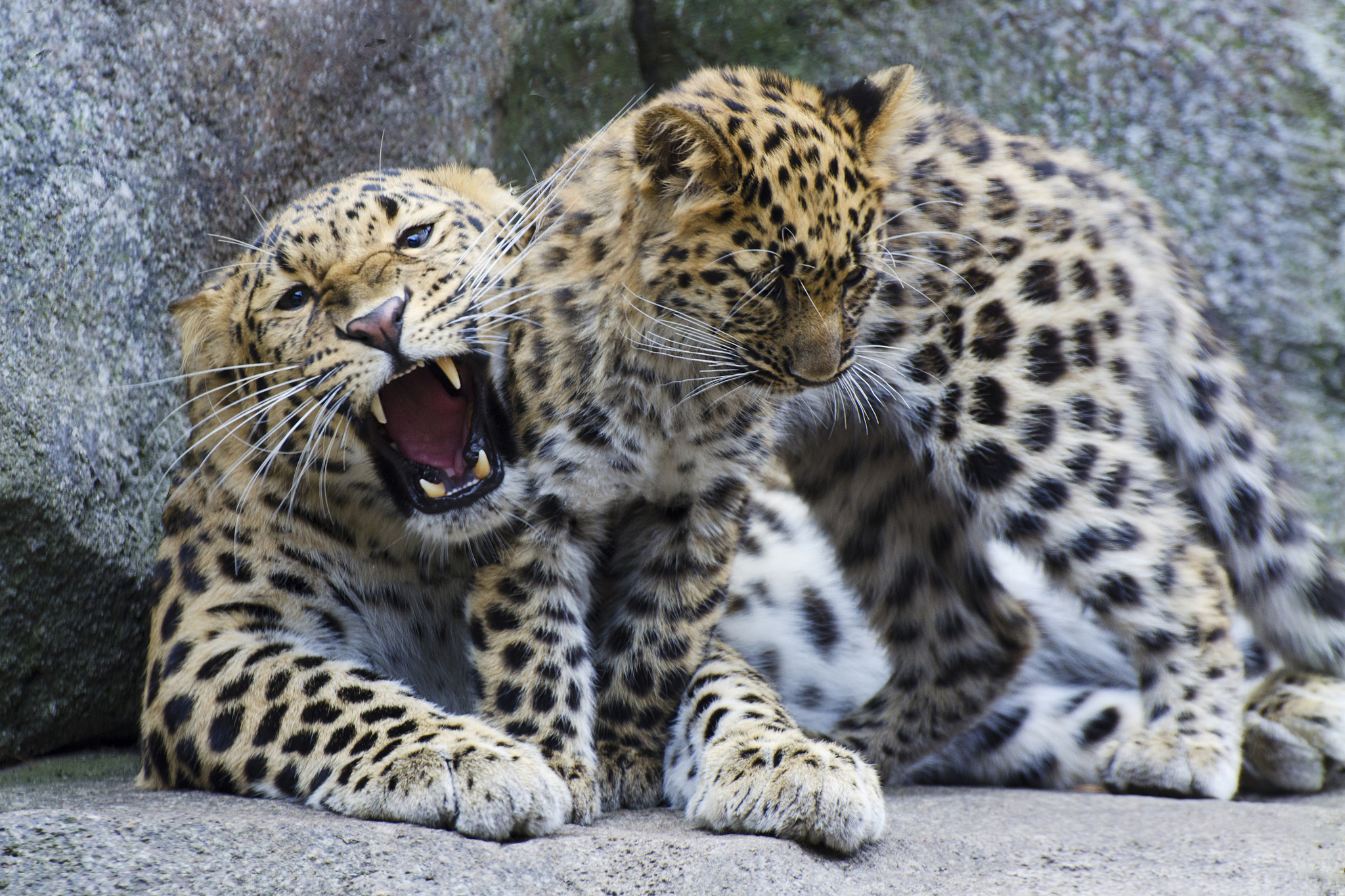
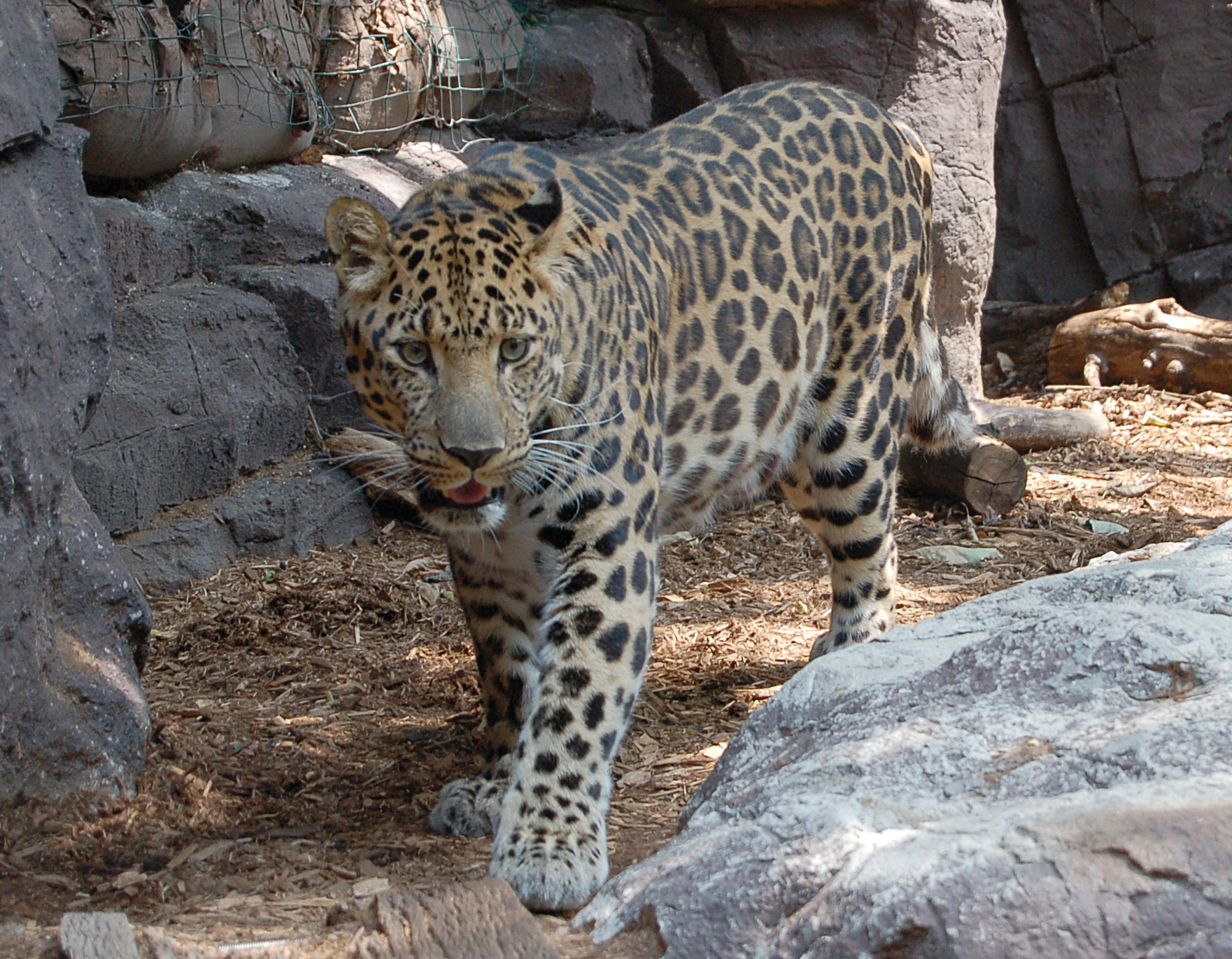
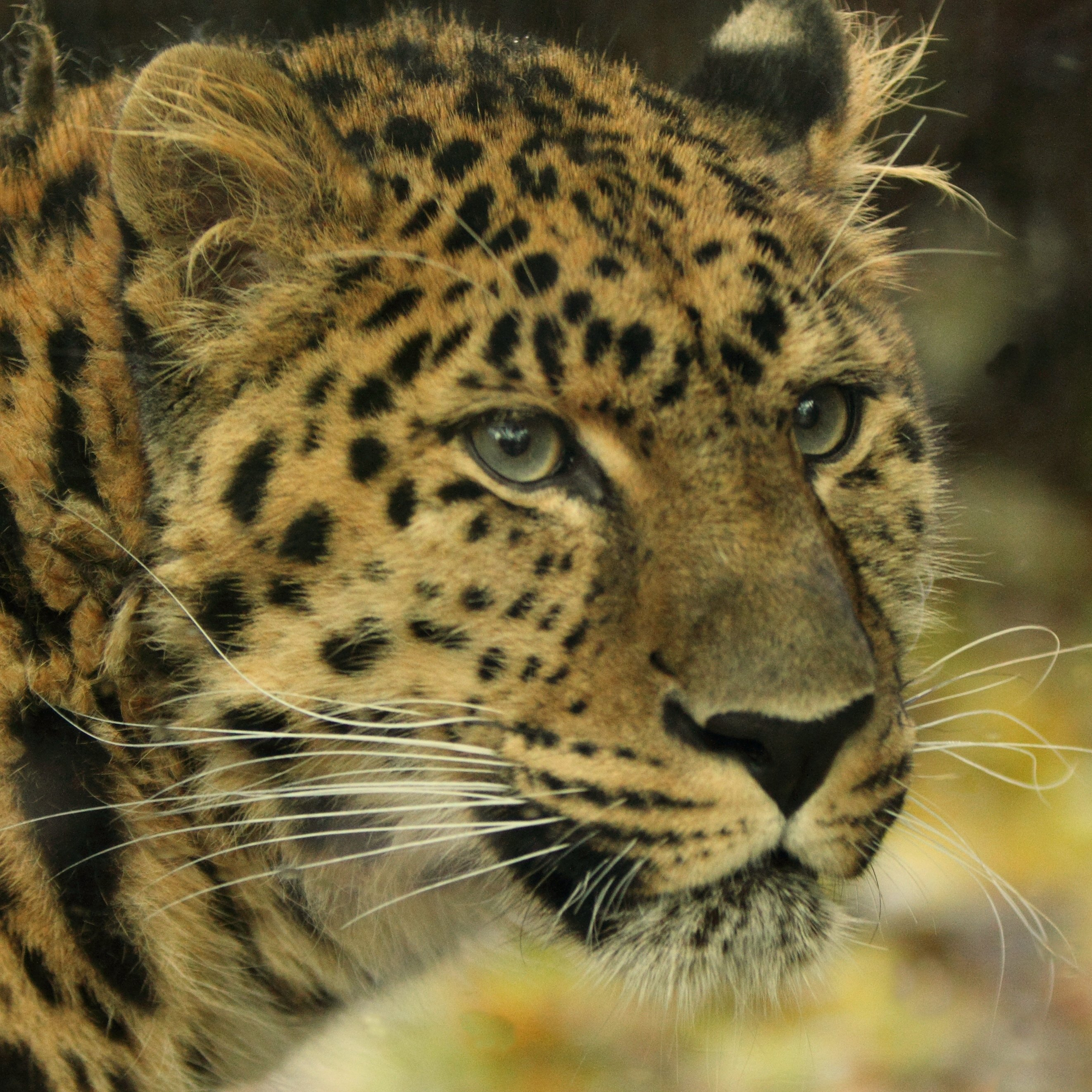
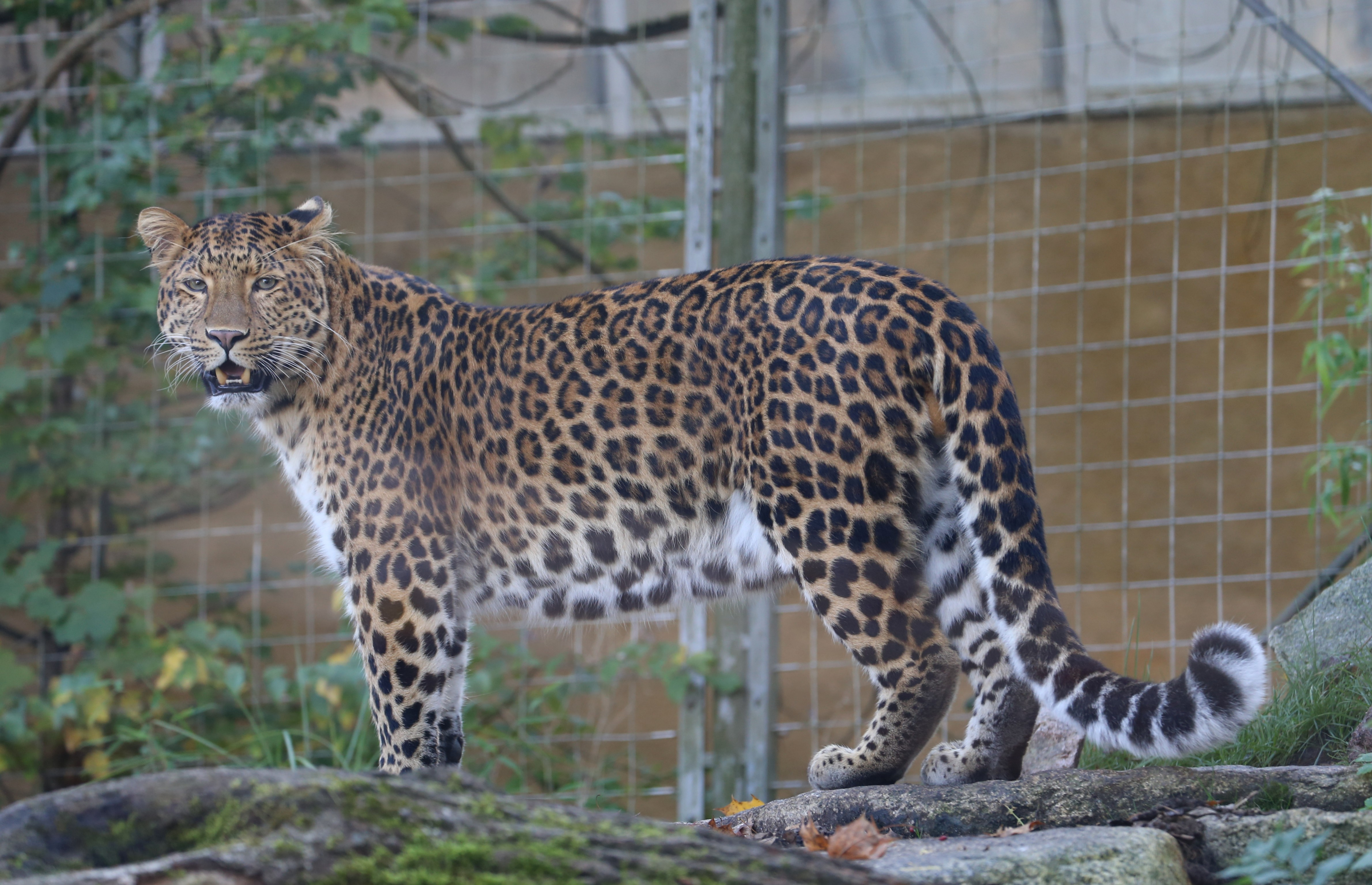
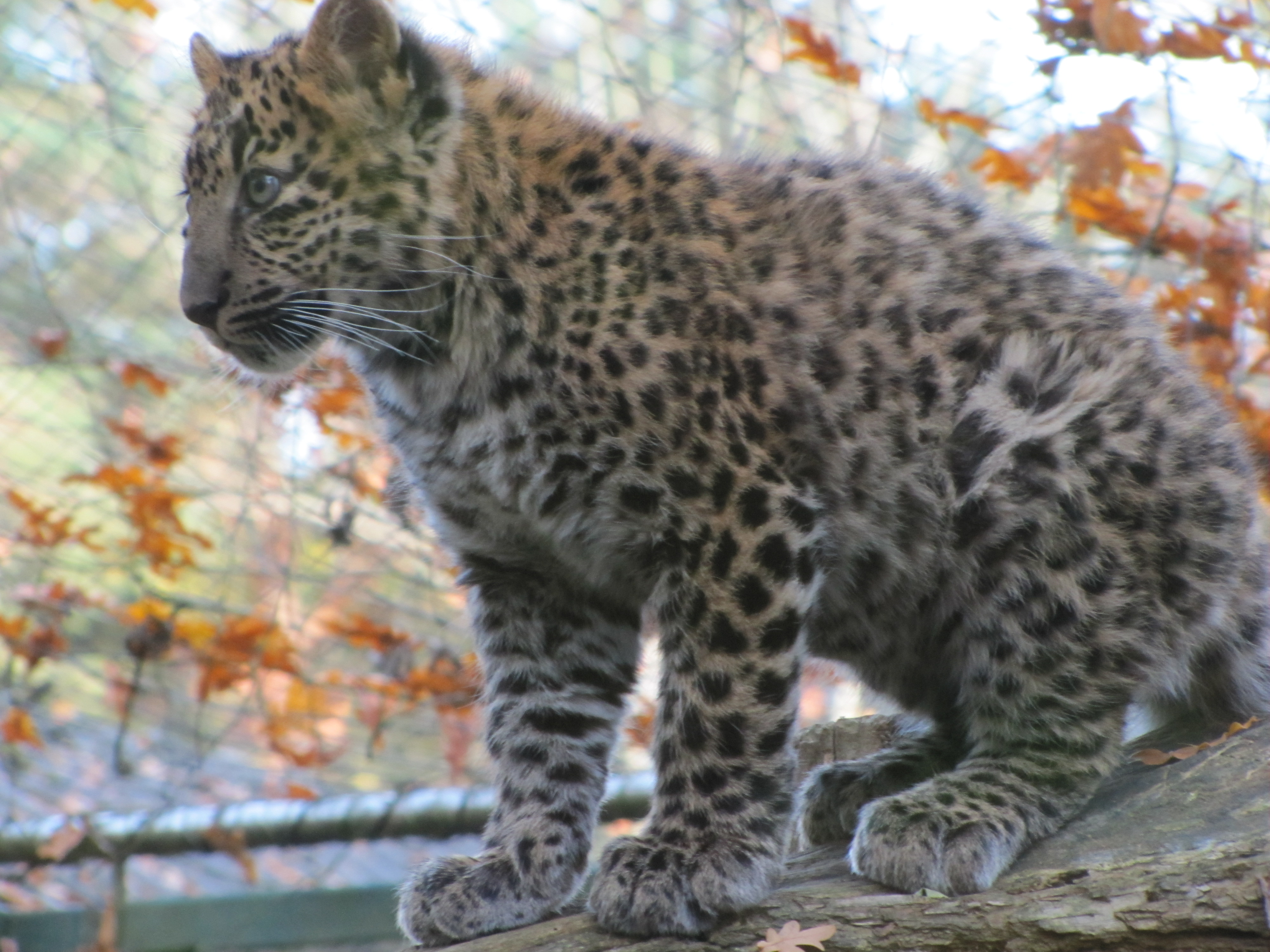
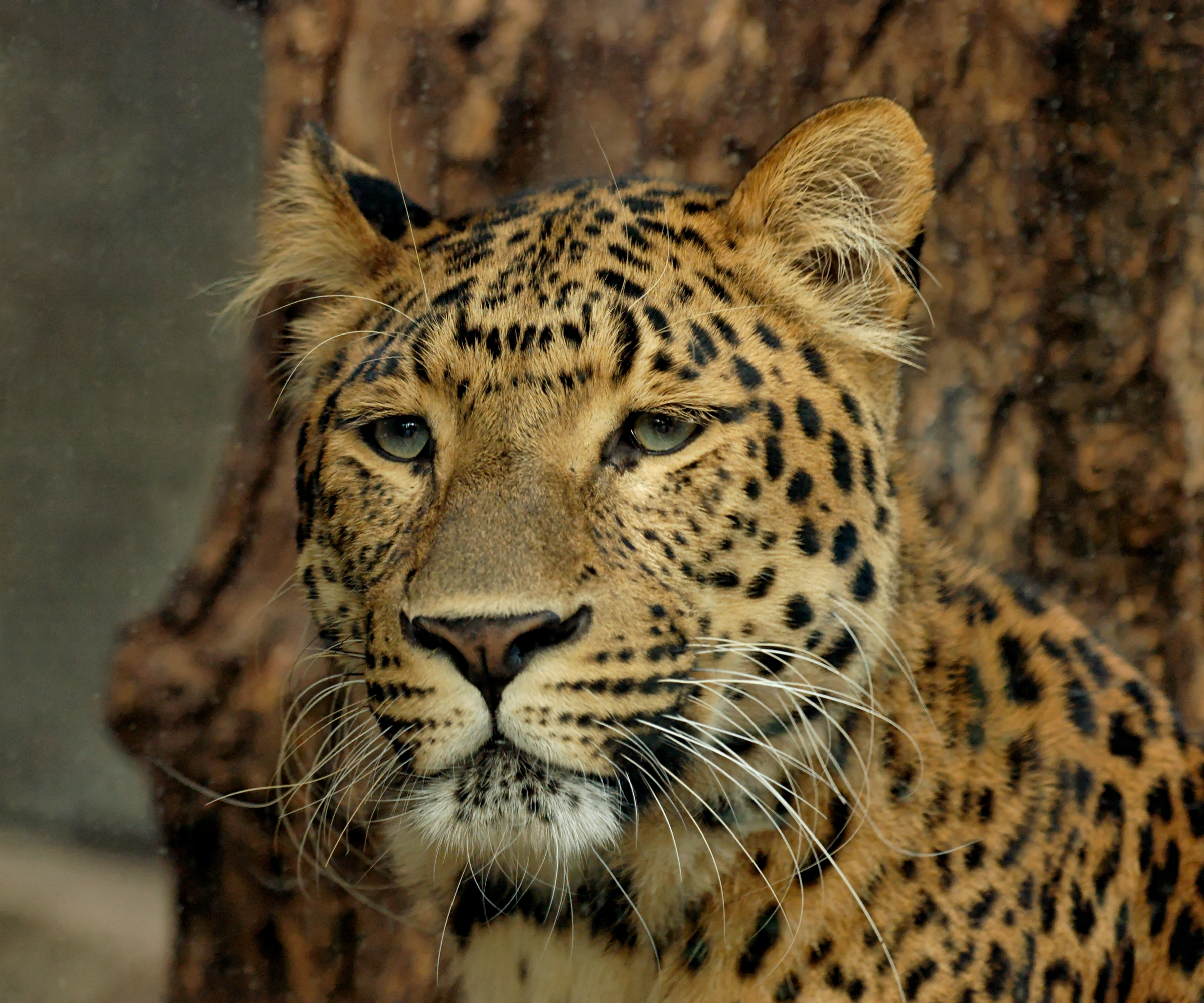

## وصلات خارجية
موقع الحفاظ على نمر آمور